# Route
Em computação, route é um comando usado para visualizar e manipular a tabela de roteamento IP  nos sistemas operacionais do tipo Unix e Microsoft Windows e também no ReactOS. A manipulação manual da tabela de roteamento é característica do roteamento estático.
Nas distribuições Linux baseadas nas versões 2.2.x do núcleo do Linux, os comandos ifconfig e route são operados juntos para conectar um computador a uma rede e para definir rotas entre redes de computadores. Distribuições baseadas em núcleos posteriores depreciaram o ifconfig e o route, substituindo-as por iproute2.